# Саравола
Саравола (рум. Saravale) је село и општина, која припада округу Тимиш у Републици Румунији. Насеље је значајно по присутној српској националној мањини у Румунији.

## Положај насеља
Село Саравола се налази у источном, румунском Банату, на неколико километара удаљености од Великог Семиклуша. Село је у Поморишју на реци Аранки. Од Темишвара село је удаљено око 50 km ка северозападу. Сеоски атар је у равничарском делу Баната, близу Мориша.

## Историја Срба у месту
По "Румунској енциклопедији" место се први пут помиње у католичким документима 1333. године. У "Зарафоли" су два свештеника записана. Између 1508-1529. године зу су живели Власи. Властелин места Ференц Патоши је затим населио Србе кметове, који су селу дали садашње име. Ново насељавање Срба уследило је 1647. године. Након 1717. године Срби су напустили насеље, да би половином тог века колонизацијом дошли Немци, па Мађари.
Православни свештеник поп Мата и кнез Радојица скупили су од осталих мештана Срба 1700 аспри, како је записано 1660. године у Катастигу манастира Пећка патријаршија.
Саравола је 1764. године православна парохија у Чанадском протопрезвирату. Царски ревизор Ерлер 1774. године наводи да је Саравола насеље са измешаним српским и румунским становништвом, у Моришком округу. Сараволски свештеници били су 1797. године: пароси, поп Недељко Поповић (рукоп. 1788), поп Григорије Драгићевић (1788) и поп Петар Драгићевић (1791). Сва тројица су говорила српским и румунским језиком.
Из државног шематизма православног клира 1846. године у "Szaravoli" је парохијско звање основано и црквене матичне књиге се воде од 1730. године. Место има 4386 национално измешаних становника, са три православне парохије. Године 1872. објављено је опадање становништва у већини општина, па и Сараволи. Тако је ту живело 1847. године 3510 становника, а 1867. године беше их 3300 на броју. По попису из 1865. године констатовано је да у место живи 3300 православац, у две парохије обе треће класе. Сараволски Срби су 1866. године приредили о Св. Сави, беседу са игранком за прикупљање помоћи за СНП из Новог Сада. Чист приход са те успеле приредбе био је 12 ф. Прилоге су дали: Поп Ст. Драгић парох, Т. Жупански парох, А. Јанковић трговац, М. Степанов трговац, Стефанов мајстор и још 15 земљеделаца тамошњих.
Биографску књигу о славним људима наручили су 1807. године Сараволци: поп Недељко Поповић парох и намесник, Давид Савић администратор парохије и купци - Георгије и Кирил Јанковић. Исајловићева књига о трговини се читала 1816. године у месту, од стране: Тома од Маржен купец, Георг Јанковић и његов син Деметар. Године 1818. Срби из Сараволе, набавили су претплатом занимљиву књигу о актуелној француској војној пропасти: поп Недељко Поповић намесник и парох, поп Давид Савић парох, поп Петар Драгичевић парох и учитељи Петар Георгијевић старији и Стефан Димитријевић млађи.
До 1896. године Срби и Румуни су били неподељени у Сараволи; било их је заједно 3382. православаца (1893). Румуни су онда 1893. године покренули судску парницу, тражећи поделу црквене и школске имовине. Од укупног износа процењене вредности црквене сараволске имовине, од 40.200 ф. Румуни су тражили за себе 2/3. Срби су 1895. године предлагали да се спор реши без суда, и то правичном поделом на једнаке делове. Али током доказног процеса српска страна је успела да докаже да је "црквено-школско добро од давнина само српско". Био је то један од ретких примера да је једно српско место било задовољно расподелом, дотад заједничког општинског иметка. Треба имати у виду да је 1900. године у Сараволи било 1237 Срба и чак 2170 Румуна. Заслугом епархијског заступника адвоката Светозара Димитријевића и месног учитеља Владимира Вујића, сачували су тако Сараволчани пожртвовано дело својих предака. Припало им је тако: црква са инвентаром и земљиштем, српске црквене књиге, школа са станом, авлијом и баштом, пола црквене земље и сви приходи. Румуни су имали да добију само одштету у новцу, у износу 6705 ф. 38 новчића, затим румунске црквене књиге и половину црквене земље. Срби Сараволчани су морали да у пет годишњих једнаких рата исплате браћу Румуне до марта 1901. Дотле су ови наставили да службу врше у заједничком храму, братски без трзавица, све до градње нове румунске 1901. године. Три месна гробља су остала заједничко добро.
Године 1905. Саравола је велика општина у Перјамошком срезу. Ту живи 4279 становника у 845 домова, од којих је највише Румуна. Срба има 1427 православних душа или 33%, са 289 кућа. Од српских јавних здања ту су православна црква и народна школа. Од комуникација са светом постоји ПТТ и жељезничка станица.

## Црква и школа
Антиминс ранијег храма освећен је 1719. године, опис му је састављен 1758. године. Била је то класична плетара са торњем и звоном, покривена шиндром, патосана циглом. Садашња црква посвећена празнику Летњег Св. Николе, од чврстог материјала је из 1777. године, а освећење извршено 1787. године. Иконостас непознатог билдхауера је постављен 1811. године, иконе је осликао славни српски иконописац Арса Теодоровић. Генерална оправка храма уследила је 1949. године. У скорашњем времену зидне слике је моловао аматер Милорад Петровић. У цркви која је остала Србима, налазе се свих 12 минеја и поклон су племићке породице Којић "от Фирићхазе". Румуни су од новчане одштете 1901. године направили своју нову цркву. Издвајање Румуна је свечано обележено заједничком Васкршњом литургијом 1901. године - започели су литургију у старој цркви, а онда након испраћаја, свако је наставио у својој - празничну службу.
Сараволски свештеници су били запажени купци српских писаних издања. Претплатници занимљиве српске књиге 1807. године из "Саравоље" били су свештеници Недељко Поповић (парох и намесник) и Давид Савић (парох администратор), као "купеци" (трговци) Георгије и Кирил Јанковић. Недељко Поповић је сараволски свештеник намесник 1832. године. Попови су 1837. године Софроније Драгић и Стефан Поповић набавили "Сербски летопис". Уз њих се срећу имена Евгенија Надашког тадашњег општинског "нотара" и трговца Александра Јанковића. Летопис настављају да узимају сва три пароха и 1841. године. Опет, Давид Савић и Софроније Драгић били су 1845-1847. године претплатници "Сербског летописа". Популарну књигу "Богомољку", набавили су 1847. године претплатом Сараволчани: сва три помињана свештеника, капелан Теодор Жупунски, учитељ Панић, два брата Јанковића трговци, два чизмара Твосић и Драганов и један земљеделац Георгије Савић. Када је скупљан широм српства прилог за градњу споменика песнику калуђеру Мушицком, 1855. године из Сараволе су учествовали: пароси Софроније Драгић, Стефан Драгић (био 1846. године капелан) и Теодор Жупански (био 1846. године капелан), као и општински бележник Стефан Боројевић. 
Свештеници у Сараволи са почетком имовинске поделе често се мењају - кратко остају. Пало је у очи свима па и епархијским властима да су оба пароха, поп Теодор Жупански српски и поп Симеон Андроњ румунски - остарели и болесни, и као такви од мале вајде. Како су обе парохије биле у српској јерархији, обезбеђен је један администратор за обе. То је био дотад мехалски администратор Владислав Веселиновић. Теодор Жупански је 1892. године стекао заслужену мировину и добијао је пензију од 400 ф. Парох сараволски Владислав Веселиновић је 1893. године објавио у свештеничком листу своју проповед "Мисли о моралу". Богољуб Петровић је администратор парохије 1896. године, након доласка из Нађлака. Исте године ту се кратко бави и други администратор Јован Алексић, који је дотад био капелан у Српском Св. Петру. Онда је 1897. године постављен за администратора у парохији четврте класе, свршени богослов Душан Путник. Због имовинске поделе 1897. године је дошло до редукције броја парохија, остала је само једна српска. Исте, 1897. године изабран је за сараволског пароха поп Милош Челекетић, родом из Мокрина (ту и 1905). Црквена општина у Сараволи купила је 1898. године два ланца земље, настојећи да финансијски појача потпору свештенику. Године 1905. у месту је српска црквена општина под председништвом Александра Тодорова. Црквено-општински земљишни посед износи 68 кј. Парохија је четврте платежне класе, има парохијски дом, а парохијска сесија је од 32 кј. земље. Јосиф Протић је био 1906. године нови администратор парохије. 
У заједничкој српско-румунској школи учитељ је 1847. године био Димитрије Панић, а имао је 56 ученика (1846). "Школски лист" је 1861. објавио да у Сараволи "одлучена" тј. раздвојена српска и румунска деца, која од претходне године иду свака у своју школу. Било је одмах након смрти учитеља Јована Фаркаша. У српској школи је 1860. и 1861. године (где је "управљена штација") и огласом тражен учитељ, са платом 157 ф. годишње. Понуде кандидата примао је окружни прота и дистриктални школски директор Георгије Николић. Године 1864. наименован је учитељ Владимир Вујић, који је изучио Нормалну школу па румунуску препарандију у Араду. Српска школа у Сараволи је била 1865-1866. године претплатник "Школског листа", у Новом Саду. Оглас за српског учитеља објављен је 1867. године, а нуђена је годишња основна плата 157 ф. Поменути Вујић је 1866. године поново био наименован, јер није имао прави статус од почетка. Тек 1865. године је показао доказ да је свршени препарант, па није морао да полаже нови учитељски испит у меродавној препарандији у Сомбору. Општина Сараволска је 1867. године дала за "Школски фонд" прилог од 14 ф. Постављен је 1868. године у Сараволи учитељ Јован Жупунски. Жупунски је 1870. године био претплатник листа "Млада Србадија". Уз њега су читаоци тог гласила и Теодора Жупански, Миланко Суботић, Пера Шимић и Српска школа Сараволски учитељ Милан Павловић је 1871. године био повереник "Српског омладинског календара" за 1872. годину. Од последње деценије 19. века у сараволској школи има проблема око обезбеђења доброг и сталног учитеља. Ови се ређе јављају на огласе и редовно кратко бораве, настављајући да траже боље место. Када је 1889. године у српској школи приређена прослава Св. Саве, Сараволчани су дали вредне пажње поклоне. Божа Станков је поклонио један ланац земље, Катица Кузмановић дала 100 ф, Марија Павлова 50 ф. и још много прилога у новцу и храни. За српски Школски фонд у Сараволи дао је на Крстовдан 1893. године општински кнез Хегедиш 814 ф. 44 новчића. А месеца августа ту је требало да буде придодато још 1628 ф. Хегедиш је издејствовао и да за издржавање месне школе "арендује од излаза" и 200 јутара земље. Школа би била за дуго обезбеђења јер би за шест година њега чинило чак 9768 ф. капитала. У Сараволи је 1897. године објављен конкурс за учитељско и новоустановљено учитељско место, са платом од 800 круна (то је вредело 400 ф). Постављен је српски народни учитељ Влада Бујић (1898). Иста плата понуђена је на конкурсу 1900. године. Након пензионисања старог учитеља Владе Вујића, 1899. године дат је у новинама оглас за новог учитеља, са платом од 400 ф. Месна школа је 1898. и 1902. године истицана у јавности као пространа и лепа грађевина. Расписан је 1900. године конкурс за учитеља. Српска народна школа је 1905. године радила у једном здању зиданом још 1827. године. Председник Школског одбора је Живан Грбић а школски старатељ Маринко Васић. Учитељ је тада Мита Марковић родом из Старог Кера у Бачкој, са службом у месту четири године. Редовну наставу је у то време пратили 143 ученика а њих 53 ишло у недељну школу. Отишао је 1907. године након дате оставке, Јован Томић учитељ. Године 1907. у Сараволи су две учитељске снаге, учитељице Кристина Јовановић из Новог Сада и Анђелија Остојић (1906—1908). Због тескобе у школском простору било је дозвољено да деца оба пола седе измешана у скамијама. Уследила је у пролеће 1906. године градња нове женске школе у месту, а по предрачуну коштала је 7113 круна. Учитељицу Јовановић заменио је 1908. учитељ Димитрије Марковић, и почео да ради у новој другој школи која је завршена. Кадровске промене се настављају, тако да 1912. децу учи сада нови педагог Димитрије Десимировић.

## Становништво
По последњем попису из 2002. године село Саравола имало је 2.540 становника. Последњих деценија број становника опада.
Село је одувек било вишенародно, али су Срби и друге мањине у селу данас осетно малобројнији после више колонизација румунског и ромског становништва. Национални састав на појединим пописима био је следећи:
| Година пописа | 1910. год.    | 1992. год.    | 2002. год.    |
| Укупно ст.    | 3.944         | 2.457         | 2.540         |
| Срби          | 1.233 (31,3%) | 318 (12,9%)   | 246 (9,7%)    |
| Румуни        | 2.093 (53,1%) | 1.582 (64,4%) | 1.943 (76,5%) |
| Немци         | 496 (12,6%)   | 21 (0,9%)     | 18 (0,7%)     |
| Роми          | - (0,0%)      | 501 (20,4%)   | 305 (12,0%)   |
| остали        | 122 (3,1%)    | 35 (1,4%)     | 28 (1,1%)     |